# Українсько-японська угода про співробітництво в галузі ліквідації ядерної зброї
Украї́нсько-япо́нська уго́да про́ співробі́тництво в га́лузі ліквіда́ції я́дерної збро́ї — двостороння угода, підписана 2 березня 1994 року в Києві урядами України і Японії. Набула чинності 14 березня 1994 року. Передбачала міждержавне співробітництво з метою ліквідації української ядерної зброї,  забезпечення заходів для нерозповсюдження ядерної зброї, вирішення екологічних проблем, пов'язаних з ядерною зброєю. Для досягнення цілей уряди обох країн створили міжурядовий орган — Комітет з питань співробітництва в галузі ліквідації ядерної зброї, що підлягає скороченню в Україні. Угода була першою міжурядовою угодою України і Японії. Текст угоди був написаний англійською мовою.